# Biserica fortificată din Daia, Sibiu
Biserica evanghelică fortificată din Daia, județul Sibiu, a fost construită în secolul al XIII-lea. Biserica figurează pe lista monumentelor istorice 2010, cod LMI SB-II-a-A-12375, cu următoarele obiective:
- cod LMI SB-II-a-A-12375.01 - Biserica evanghelică fortificată, secolul XIII - XVIII;
- cod LMI SB-II-a-A-12375.02 - Zid de incintă cu turn-clopotniță, secolul XIII - XVII[1].

## Istoric și trăsături
Biserica fortificată din Daia este o bazilică romanică de la începutul secolului al XIII-lea, trecută prin faze succesive de reconstrucție, cele mai ample lucrări aparținând anului 1778. Anterior, probabil prin sec. XV, s-a construit în locul absidei un cor poligonal și au fost ridicate contraforturile de pe fațadele de vest și sud. 
Prima incintă de fortificații s-a ridicat încă din sec. XIII, actualul turn datând de la începutul sec. XVII. Comunitatea evanghelică nu mai există în Daia, după emigrarea sașilor în Germania, începând cu anii 1970.
În anul 1995 orga bisericii din Daia a fost cumpărată de Biserica Calvaria de la Cluj-Mănăștur, unde se găsește în prezent.

## Imagini

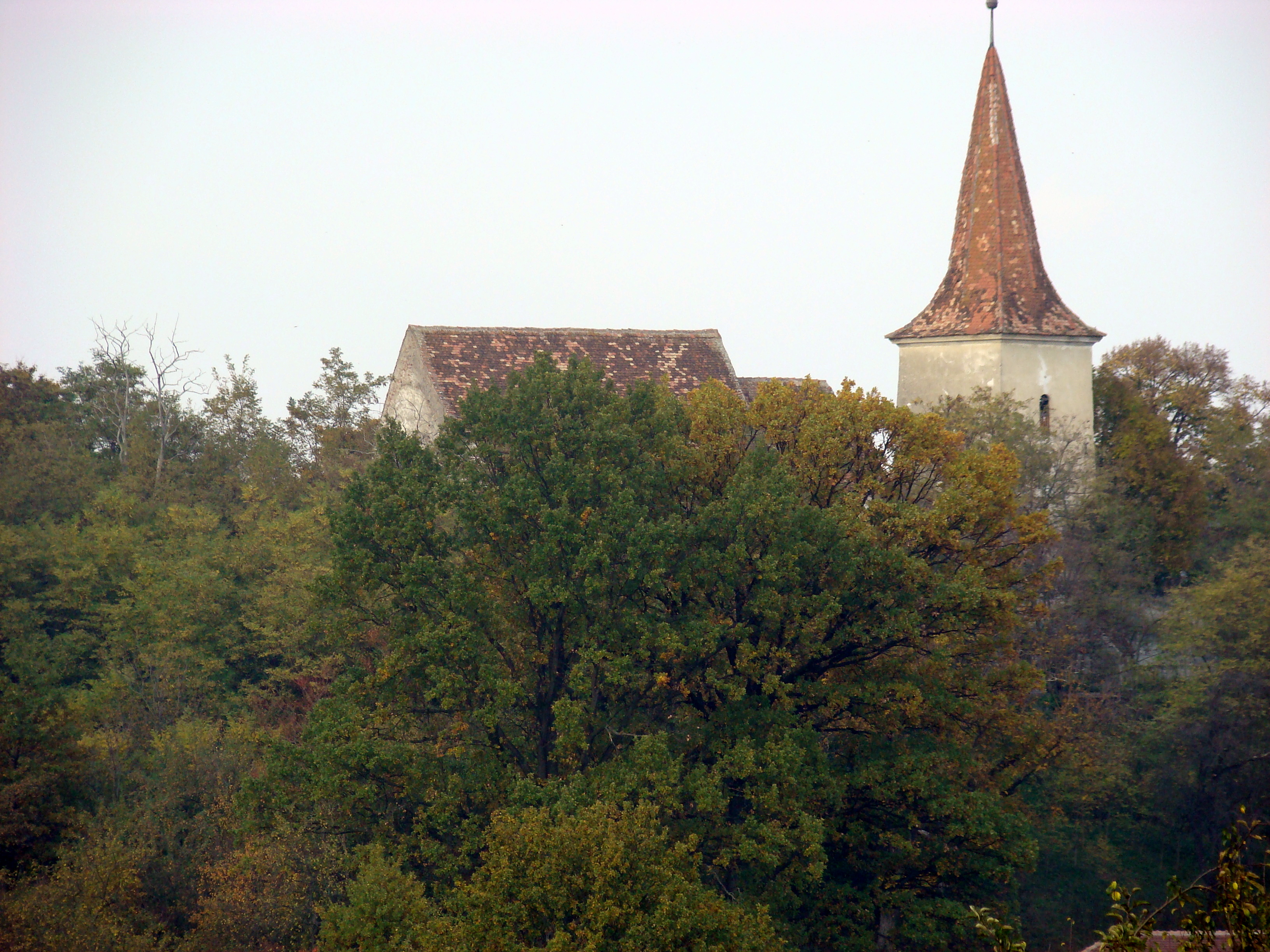
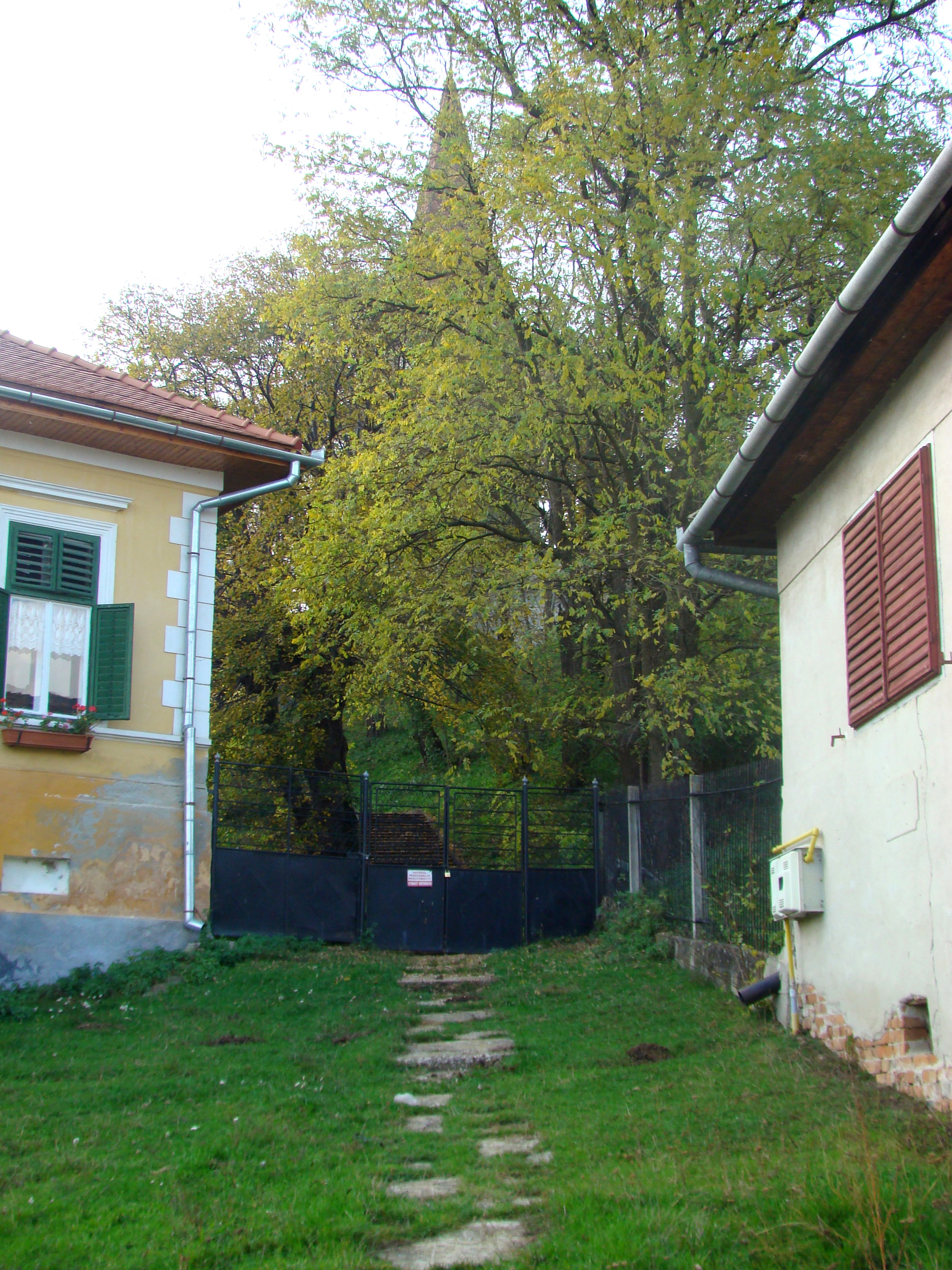
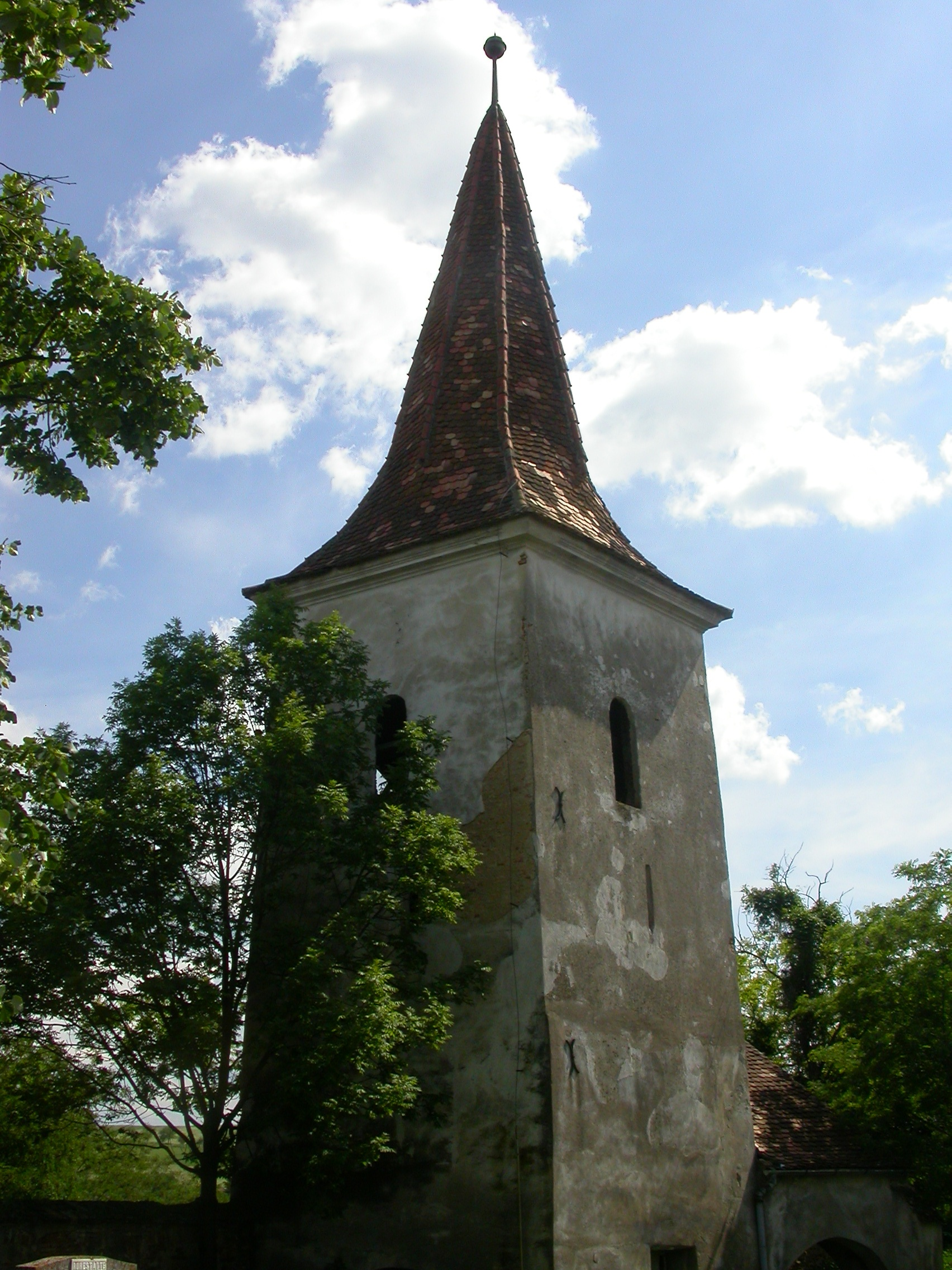
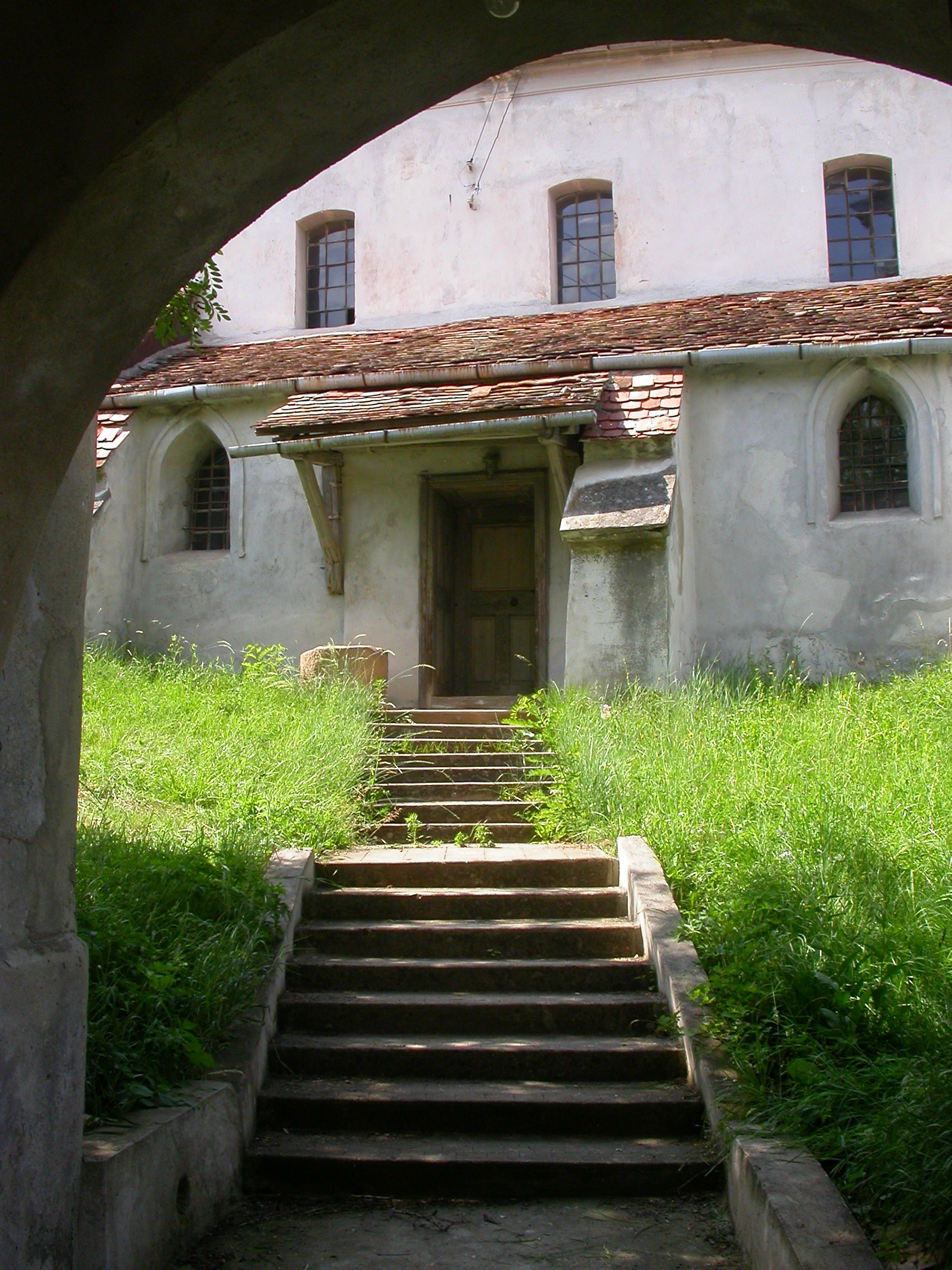
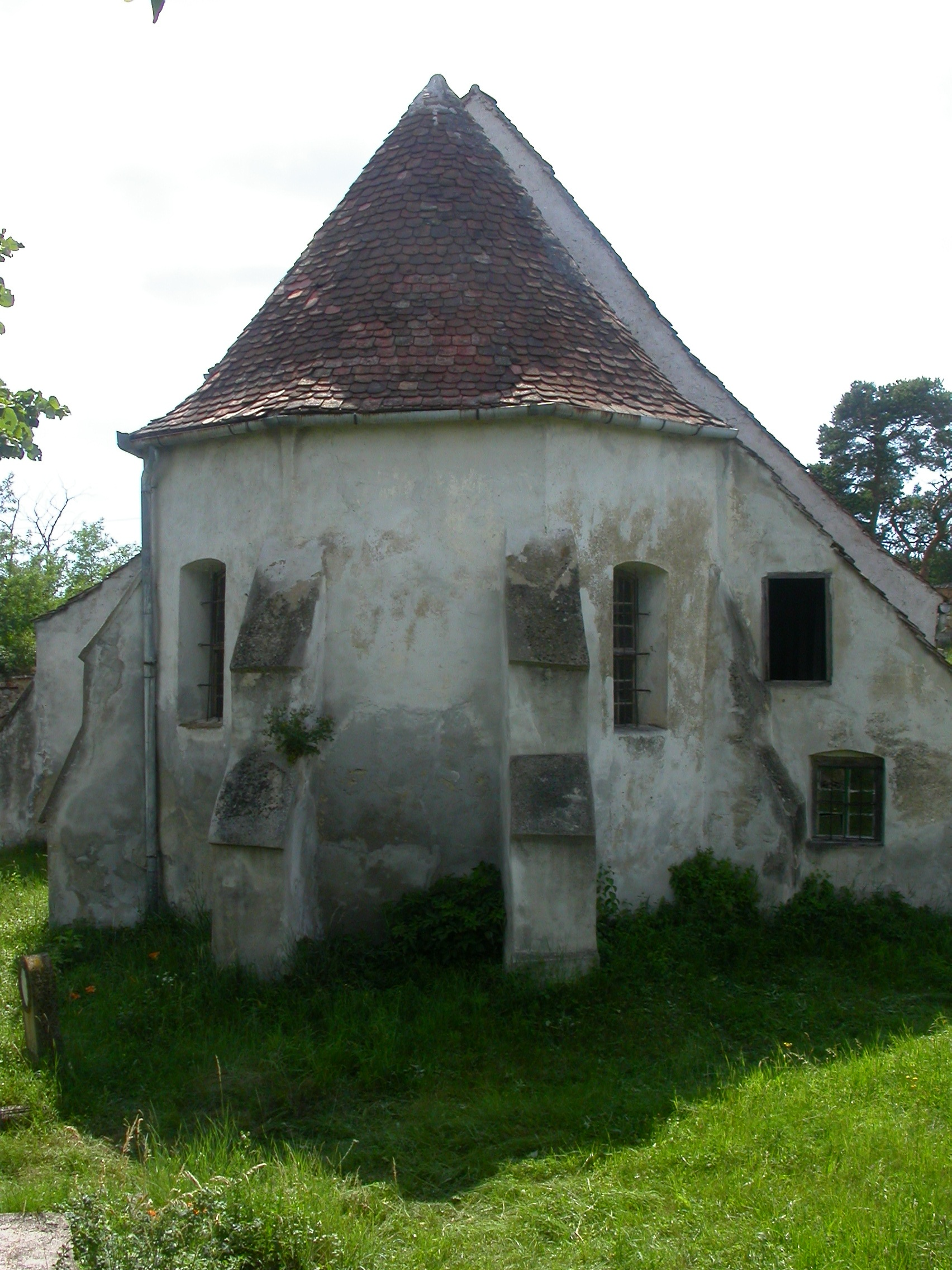
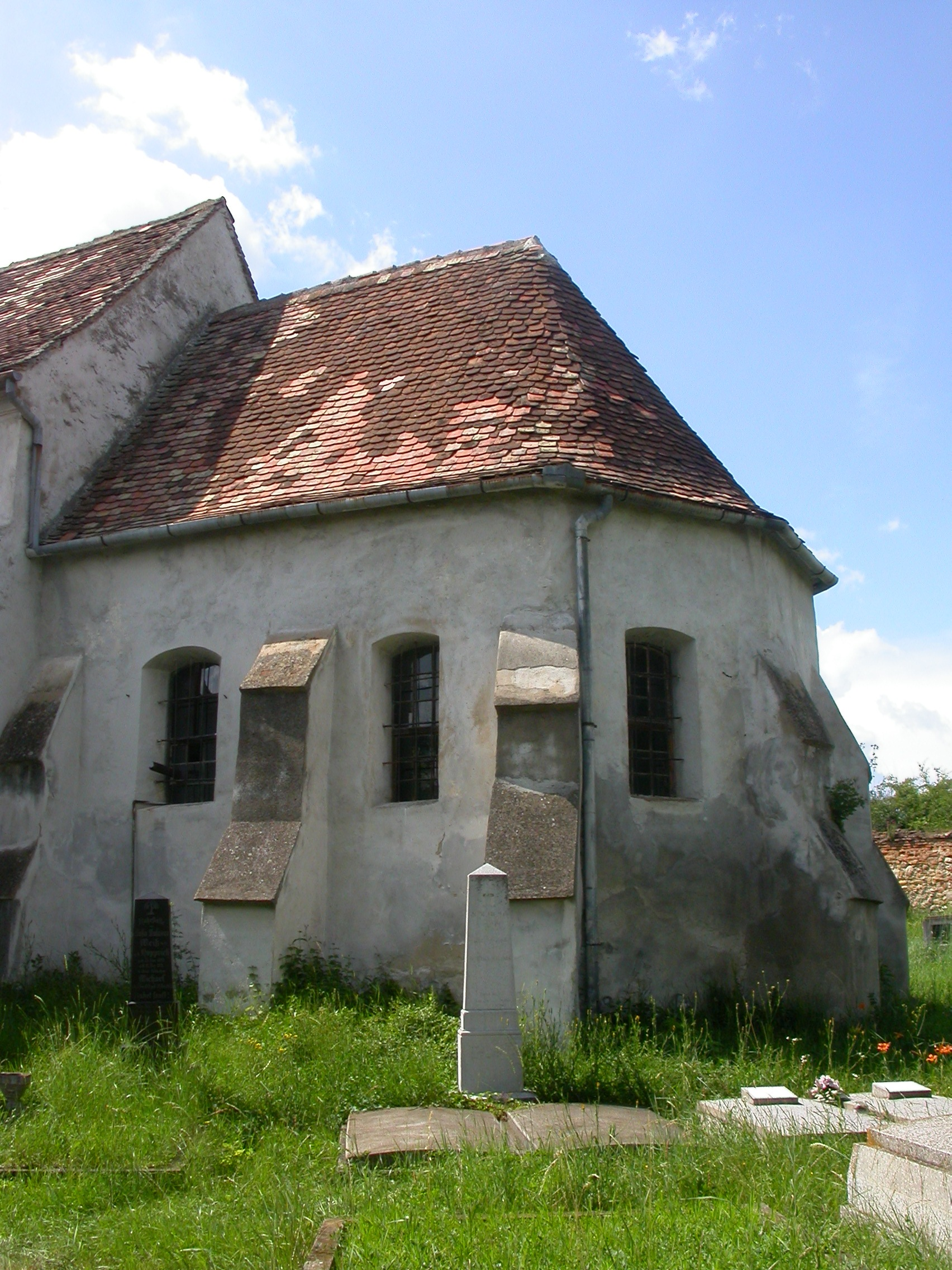
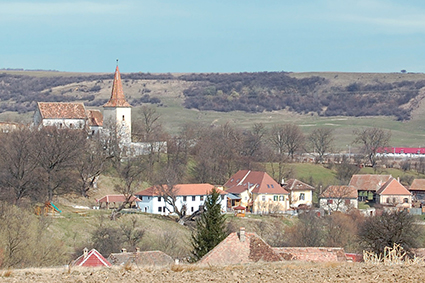